# Tosjevtsi
Tosjevtsi (Bulgaars: Тошевци) is een dorp in het noordwesten van Bulgarije. Het is gelegen in de gemeente Gramada in de oblast Vidin en telde op 31 december 2019 zo’n 198 inwoners.

## Bevolking
Op 31 december 2019 telde het dorp Tosjevtsi 198 inwoners, bijna tien keer minder dan in 1934. De bevolking bestaat nagenoeg uitsluitend uit etnische Bulgaren.
De bevolking van het dorp is sterk vergrijsd. Van de 170 inwoners die in februari 2011 werden geregistreerd, waren er 13 jonger dan 15 jaar oud (8%), terwijl er 80 inwoners van 65 jaar of ouder werden geteld (47%).

## Geboren
- Petar Mladenov (1936-2000), president van Bulgarije